# Микульский, Аркадий Николаевич
Аркадий Николаевич Мику́льский (р. 1938) — советский и украинский режиссёр кино и дубляжа.

## Биография
Родился 31 июля 1938 года в городе Боярка (ныне Киевская область, Украина). В 1968 году окончил режиссёрский факультет КГИТИ имени И. К. Карпенко-Карого. Работал на Киевской киностудии имени Александра Довженко. С 1972 года — режиссёр киностудии «Киевнаучфильм».
Председатель бюро Гильдии кинорежиссёров Украины «24/1».

## Фильмография

### Режиссёр
- 1986 — Премьера в Сосновке
- 1988 — Провинциальная история
- 1992 — Вишнёвые ночи

### Режиссёр дубляжа
- 1987 — Люби и верь / Pyaar Karke Dekho